# Umberto Boccioni
Umberto Boccioni (Reggio di Calabria, 19. listopada 1882. – Verona, 17. kolovoza 1916.), talijanski slikar i kipar; jedan od inicijatora futurizma i njegov glavni teoretičar u slikarstvu. 

## Životopis
Obitelj Boccioni je izvorno bila iz talijanske regije Romagna, ali je Umberto rođen u mjestu Reggio di Calabria, najjužnijoj točki Apeninskog poluotoka, a potom se obitelj odselila u Forlì (Emilia-Romagna), Genovu, Padovu i naposljetku Cataniju (Sicilija) gdje je 1898. god. Umberto završio srednju školu. Iste godine je upisao Likovnu akademiju u Rimu (Accademia di Belle Arti di Roma). Boccioni je učio slikarstvo od 1898. – 1902. god. u ateljeu slikara Giacoma Balle, gdje je naučio slikati u maniri pointilista. God. 1907. nastanio se u Milanu i postupno došao pod utjecaj pjesnika Filippa Marinettija koji je pokrenuo književni pokret futurizma, a koji slavi dinamizam moderne tehnologije. Umjetnici kao što su Carla Carrà, Luigija Russola, Giacoma Ballu i Gina Severinija su potpisali Boccioniijev „Manifest slikara futurista” (Manifesto dei pittori futuristi, 1910.) koji je promicao simbole moderne tehnologije - nasilje, snagu i brzinu.
Boccioni, vjerojatno pod utjecajem kubizma nakon posjeta Parizu 1911. – 1912., zainterao se za skulpturu i 1912. god. je objavio svoj „Futuristički manifest kiparstva”, u kojemu je nekoliko njegovih prijedloga predvidjelo razvoj moderne skulpture.
Kao sudionik 1. svjetskog rata, razuvjerio se u Marinettijev moto '„rat je jedina higijena svijeta”', te skovao glasovitu jednadžbu rat = kukci + dosada. Poginuo je na ratištu pokraj Verone padom s konja. Bio je najtalentiraniji futuristički umjetnik i njegova prerana smrt označila je stvarni kraj pokreta.

## Djela
Bio je antitradicionalist, njegove slike i kipovi izražavaju novu estetiku prostornog dinamizma, pokreta i brzine. Njegova prva velika futuristička slika, „Pobuna u galeriji” (1909.), ostala je blizu pointilizma i pokazala je povezanost s futurizmom samo svojom nasilnom temom i dinamičnom kompozicijom. „Grad koji se uspinje” (1910. – 1911.) je, međutim, uzorno futurističko djelo u svojoj zastupljenosti dinamike, pokreta i brzine. Vrtoglavost ljudskih figura u tim scenama gužve ponavljaju se fragmentirani, ali ritmički, prema futurističkom stilu dok je mišićna energija koju stvaraju nepovezana s futurističkim kultom stroja. Motivi i teme njegovih radova su grad, stroj, kaos svakodnevice. U svojim slikama koristio se komplementarnim bojama i izbjegavao ravne linije, isti motiv prikazivao je u susljednim točkama vremena, efektno sugerirajući njegovo kretanje u prostoru (npr. „Dinamizam biciklista”, Dinamismo di un ciclista, 1913).
Kao kipar, radio je u drvetu, željezu, staklu. Naime, Boccioni je zagovarao uporabu netradicionalnih materijala poput stakla, cementa, tkanina, i električnih svjetala, i pozvao je na kombiniranje raznih materijala u istoj skulpturi. Zamislio je novu vrstu plastike koja bi ukalupila i zatvorila prostor unutar sebe. Tako malobroje skulpture koje su danas preostale ilustriraju predmete u pokretu u interakciji s okolnim prostorom. U praksi, međutim, Boccionijeve skulpture su bile mnogo više tradicionalnije nego njegove teorije. Samo Razvijanje boce u prostoru (1912.) uspješno stvara skulpturu prostora,a njegovo najpoznatije djelo, Jedinstveni oblici kontinuiteta u prostoru (1913), jedno je od remek-djela rane moderne skulpture.

### Slike
- Crveni automobil (Automobile rossa, 1904. – 1905.)
- Grad koji se uspinje (La città che sale, 1910.)
- Snaga jedne ulice (Forze di una strada, 1911.)
- Ulica ulazi u kuću (La strada entra nella casa, 1911.)
- Ciklus Duševna stanja (Stati d'animo, 1911. – 1912.)
- Elastičnost (Elasticità, 1912.)
- Dinamizam biciklista (Dinamismo di un ciclista, 1913.)
- Dinamizam nogometaša (Dinamismo di un giocatore di calcio, 1913.)

### Skulpture
- Razvijanje boce u prostoru (Sviluppo di una bottiglia nello spazio, 1913.)
- Jedinstveni oblici kontinuiteta u prostoru (1913.)
- Dinamizam konja u trku + kuće (Dinamismo di un cavallo in corsa + case, 1914. – 1915.)

- Pobuna u galeriji, 1910.
- Ulica ulazi u kuću, ulje na platnu, 1911., Sprengel-Museum, Hannover
- Simultanvision, 1912.
- Horizontalni volumeni, 1912.
- Dinamizam nogometaša, 1913.